# Lac Moéris
Ne doit pas être confondu avec le Lac Moero ou le Lac Mweru Wantipa
Le lac Moéris ((grc) Μοίρις λίμνη), appelé également lac Qârûn (le « lac de Coré »), est un lac situé au nord de l'oasis du Fayoum en Égypte. 

## Hydrogéographie

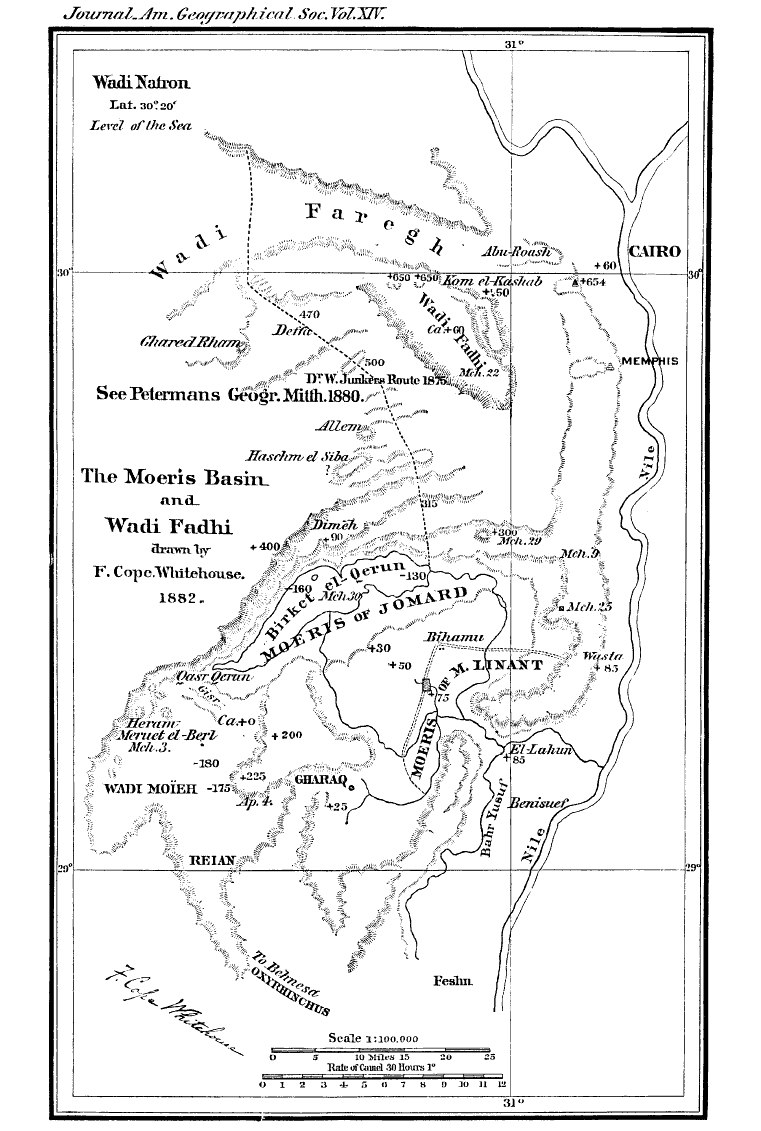
Enquête sur le bassin de Moeris de la fin XIXe siècle.

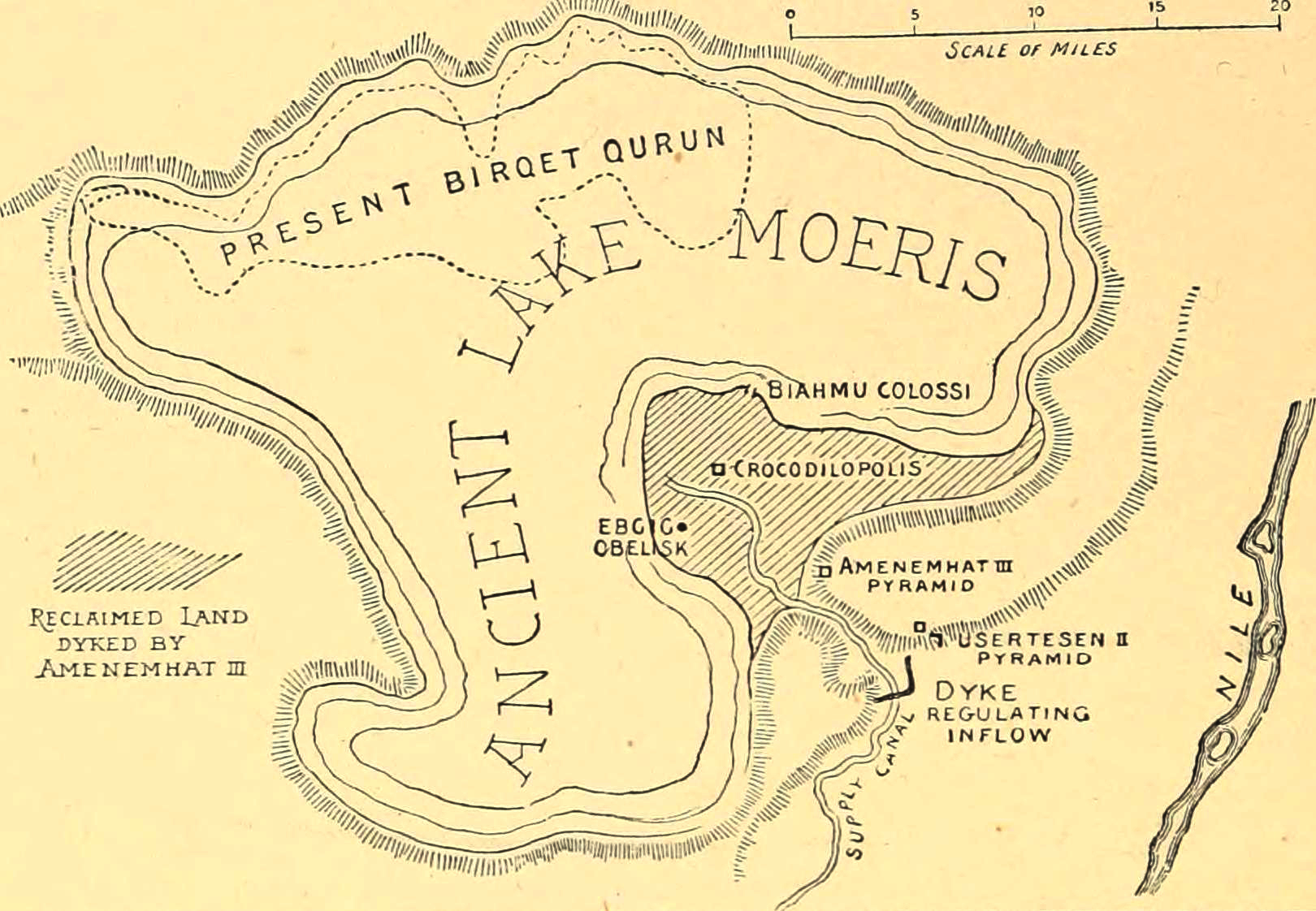
Plan du lac ancien Moeris. La partie ombrée montre les terres récupérées par les rois de la.

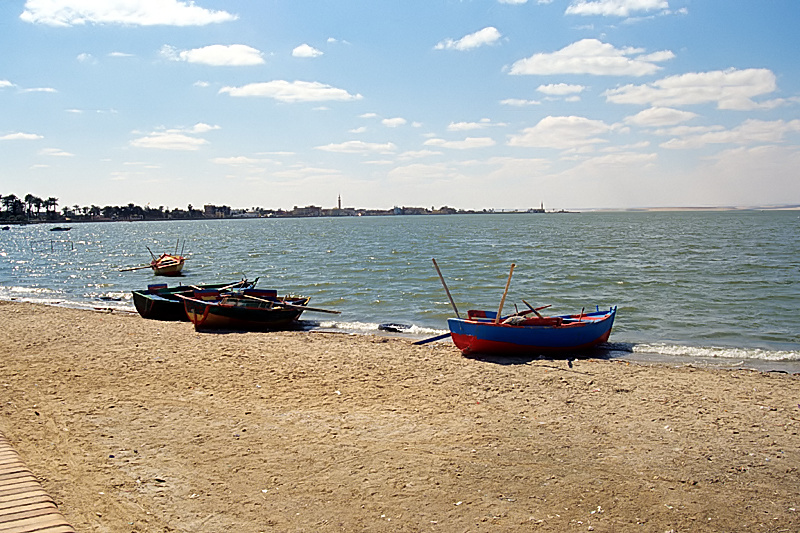
Bateaux sur le lac Qârûn, en 2003.

Le lac s'étend actuellement sur 600 km2, environ cinquante kilomètres de longueur d'est en ouest pour une douzaine de kilomètres dans sa plus grande largeur. Situé à quarante-quatre mètres au-dessous du niveau de la mer, il présente une profondeur moyenne de quatre à cinq mètres, mais qui peut atteindre par endroits quinze ou dix-huit mètres. Il est alimenté par un bras du Nil, le Bahr Youssouf, qui se détache du fleuve à quatre cents kilomètres plus au sud.

## Histoire
Le Fayoum doit son nom au lac d'eau saumâtre qui occupe le centre de la dépression. Il était autrefois appelé Pa-yom (« la mer ») en égyptien, et les coptes en ont fait Phiom, d'où dérive le nom moderne. Le lac Moéris occupait jadis presque toute la surface du Fayoum. Seul émergeait alors le site de l'actuelle Médinet el-Fayoum. Le To-sha (« terre du lac ») était sous l'Ancien Empire un lieu marécageux où Pharaon se plaisait à venir pêcher et chasser. 
Le lac Moréis, qui avait une profondeur de 60 à 70 m, a été fortement asséché il y a 4200 ans par un événement climatique de portée mondiale, du moins au niveau des régions équatoriales. Ce changement climatique a aussi asséché le Nil, en supprimant ses crues pendant une vingtaine d'années. Le résultat en fut une famine dramatique qui a été l'une des causes de la fin de l'Ancien Empire.
Les premiers aménagements du lac datent du Moyen Empire. Asséché en partie par Amenemhat III, qui fait pratiquer d'importants travaux d'irrigation, le lac est ramené à ses proportions actuelles par Ptolémée II Philadelphe.

## Environnement
En 1989, le lac et ses alentours sont protégés (catégorie IUCN VI).
Le 4 juin 2012, le lac est désigné « site Ramsar », notamment pour la richesse de la faune aviaire qui niche à ses alentours.